# Аґаков Леонід Якович
Аґаков Леонід Якович (нар. 18 квітня 1910 р. у селі Канапі, Чувашія) — чуваський радянський письменник. 

## Творчий доробок
Автор п'єс "Обман" (1931), "Могутність" (1932); повістей "Якось навесні" (1939) — про революційне перетворення чуваського села, "Хлопчик із Юманли" (1964) — про виховання молодого покоління; збірок сатиричних оповідань "Козли" (1959), "Дорогий зять" (1962), "Добрі ліки" (1967) та ін. Роман "Надія" (1971) — на воєнно-патріотичну тему.

## Український переклади
- "Сім пар постолів". В кн.: "Оповідання чуваських письменників". К., 1964; "Солдатські діти". К., 1974.